# Роксана Меречиняну
Роксана Меречиняну (7 травня 1975) — румунська плавчиня.
Призерка Олімпійських Ігор 2000 року.
Чемпіонка світу з водних видів спорту 1998 року.
Чемпіонка Європи з водних видів спорту 1999 року, призерка 1997 року.